# Jeanne Baptiste d'Albert de Luynes
Jeanne Baptiste d'Albert, grevinnan de Verrue, född 18 januari 1670, död 18 november 1736, var en fransk adelsdam, mätress till kung Viktor Amadeus II av Sardinien från 1689 till 1700. Hon utövade en del inflytande över landets politik. Efter sin tid som mätress blev hon salongsvärd i Paris. Hon var även känd för sin konstsamling. Hon var mor till Maria Vittoria av Savojen.

## Biografi
Jeanne Baptiste d'Albert de Luynes var dotter till Louis Charles d'Albert, hertig de Luynes (1620–1690) och Anne de Rohan (1644–1684) och döpt efter Colbert. Hon utbildades i kloster och blev 1683 gift med Joseph Ignace Scaglia, greve de Verua, vars mor var hovdam hos den franskfödda drottningen av Sardinien, Anne Marie d'Orléans. Paret vistades ofta vid hovet i Turin, där Viktor Amadeus II 1688 blev förälskad i henne. Hon avvisade honom fram till att hon 1689 övertalades av hans franska fru och dennas farbror Ludvig XIV att ge efter. Enligt Louis de Rouvroy, hertig av Saint-Simon hade hon, efter att förgäves försökt övertyga sin man och svärmor att monarken gjorde närmanden, lämnat hovet för att söka skydd hos sin far. Han hade lämnat henne i beskydd hos en präst, som sedan själv gjorde närmanden och, efter att ha blivit avvisad, spred ut rykten vid hovet som gjorde att hon hamnade i en så svår situation att hon gav efter.   
Som officiell mätress fick hon två barn med monarken och utövade inflytande på politiken. Hon uppvaktades av statens ministrar för sitt inflytande på monarken, delade ut nådevedermälen från honom och ska ha stött äktenskapsalliansen mellan Sardinien och Frankrike 1697. Hon blev avskydd för sitt högmod. Vid ett tillfälle blev hon förgiftad men vårdades av monarken tills hon blev frisk, precis som när hon en gång fick smittkoppor. Viktor Amadeus höll henne dock under svartsjuk bevakning och år 1700 flydde hon till Paris i Frankrike med hjälp av sin bror och en stor förmögenhet under sin älskares vistelse i Chambéry.     
Hennes make krävde först att hon skulle hålla sig utanför sällskapslivet, men efter hans död 1704 öppnade hon en litterär salong i Paris, knöt kontakter med samtidens konstnärer - bland andra Voltaire - och blev så småningom en av de ledande inom den franska societeten. Hon umgicks även regelbundet vid hovet och blev vän med flera av kungens illegitima barn.